# Космос-2369
Космос-2369 је један од преко 2400 совјетских вјештачких сателита лансираних у оквиру програма Космос.
Космос-2369 је лансиран са космодрома Тјуратам, Бајконур, Казахстан, 3. фебруара 2000. Ракета-носач је поставила сателит у орбиту око планете Земље. 